# Gianni Lancia
Giovanni “Gianni” Lancia, född 16 oktober 1924 i Fobello, död 30 juni 2014 i Turin, var en italiensk ingenjör och företagsledare. Han var son till biltillverkaren Lancias grundare Vincenzo Lancia. 
Unge Gianni var bara 12 år när fadern avled. Efter examen från Universitetet i Pisa övertog han ledningen av familjeföretaget 1947.
Gianni Lancia var mycket intresserad av motorsport och under den legendariske konstruktören Vittorio Janos ledning tog företaget fram en rad tävlingsbilar under 1950-talets första hälft. Sporvagnarna D20 - D24 följdes av formel 1-bilen D50.
Lancias ekonomi hade varit skral under hela efterkrigstiden och satsningen på motorsport hade kostat ytterligare stora summor. I mitten av 1955 tvingades familjen Lancia sälja sin kontrollpost i företaget till finansmannen Carlo Pesenti och Gianni Lancia drog sig tillbaka från offentligheten.